# Karl Hoffmann (Naturforscher)
Karl Hoffmann (* 7. Dezember 1823 in Stettin; † 11. Mai 1859 in Puntarenas) war ein deutscher Arzt und Naturforscher.

## Leben
Hoffmann studierte an der Berliner Universität. 1853 reiste er mit Alexander von Frantzius nach Costa Rica, um Lebewesen zu sammeln. Im Jahre 1856, während des Einfalls unter William Walker, diente er als Arzt in der costa-ricanischen Armee. 1859 starb Hoffmann in Puntarenas an Typhus.

## Andenken
Er wurde durch Benennung einiger Tiere geehrt. Zu diesen gehören:
- das Hoffmann-Zweifingerfaultier (Choloepus hoffmanni)
- der Hoffmannspecht (Melanerpes hoffmannii)
- der Hofmannsittich (Pyrrhura hoffmanni), ein Rotschwanzsittich
- eine Unterart (Formicarius analis hoffmanni) der Graubrust-Ameisendrossel, einer Ameisendrossel
- Geophis hoffmanni, eine Schneckennatter aus der  Unterfamilie Dipsadinae